# Intuit Dome
Le Intuit Dome est une salle omnisports située au sud d'Inglewood, dans le Grand Los Angeles, en Californie. Construit non loin du SoFi Stadium et du Kia Forum, c'est le domicile de l'équipe de basket-ball des Clippers de Los Angeles, quittant ainsi la Crypto.com Arena.
À la suite d'un différend juridique avec la Madison Square Garden Company (MSG), propriétaire du Forum (ancien stade des Lakers de Los Angeles), les Clippers ont été contraints d'acquérir le site à Inglewood pour leur nouvelle salle, sans que le lieu lui-même ne soit affecté.

## Histoire
En juin 2017, le conseil municipal d'Inglewood, en Californie, approuve un accord de négociation exclusif avec les Clippers de Los Angeles pour la construction d'une nouvelle salle spécifique au basketball pour l'équipe.
Avant cela, les Clippers n'avaient pas eu leur propre enceinte depuis qu'ils avaient quitté le Los Angeles Memorial Sports Arena pour rejoindre le Staples Center (rebaptisé Crypto.com Arena), qu'ils partagent avec les Lakers et les Kings de Los Angeles. Pendant de nombreuses années, les Clippers avaient loué diverses salles, notamment le Buffalo Memorial Auditorium sous le nom des Braves de Buffalo, ou la Sports Arena de San Diego, lorsque l'équipe est devenue les Clippers.
L'accord actuel avec la Crypto.com Arena implique non seulement un terrain spécifiquement aménagé pour les Clippers, mais également un processus de « neutralisation » avant et après chaque match. Ce processus vise à masquer les exploits, les bannières et les sponsors des Lakers, ainsi que le modèle d'éclairage du terrain propre aux Clippers. Les week-ends qui incluent des matchs des Kings ou des concerts musicaux en plus des matchs des Lakers nécessitent souvent que ce processus soit exécuté en un laps de temps de trois à quatre heures, y compris le nettoyage des sièges après l'événement précédent.
Le propriétaire des Clippers, Steve Ballmer, considère la construction d'une salle dédiée à l'équipe comme une priorité majeure.

### Poursuites judiciaires
Diverses poursuites ont été intentées pour empêcher la construction de la salle. Le groupe Uplift Inglewood, une association de quartier, allègue que l'accord entre les Clippers et Inglewood viole la loi sur les terres excédentaires de l'État, qui exige que les propositions de projets incluant des logements abordables, des équipements de loisirs et des écoles soient privilégiées lorsqu'une ville envisage de vendre ses terrains publics. Le maire, James T. Butts Jr., affirme que le site proposé a déjà été jugé inadapté à un usage résidentiel, en raison de sa proximité avec l'aéroport international de Los Angeles. En novembre 2019, un juge rejette le procès intenté par Uplift Inglewood.
La Madison Square Garden Company est accusée de recourir à des actions en justice pour entraver la construction d'un nouveau stade. Cette préoccupation découle de la crainte que la nouvelle enceinte entre en compétition de manière déloyale aux événements qui ont lieu au Forum. MSG finance les dépenses légales d'un groupe nommé "Residents Against Takings and Evictions" (résidents s'opposant aux expropriations et aux expulsions), qui dépose une plainte contre la construction de la nouvelle salle. En décembre 2018, les Clippers répliquent en déposant une action en justice contre MSG par le biais de leur filiale, Murphy's Bowl.
En mars 2019, une fuite d'e-mails révèle qu'Irving Azoff, un homme d'affaires américain proche de MSG, tente d'attirer les Lakers vers le Forum après la fin de leur bail au Staples Center. Bien que la proposition ne mène à rien, l'idée d'Azoff de réorienter le Forum est considérée comme un moyen d'empêcher les Clippers de construire leur propre salle à Inglewood et de garantir que la Madison Square Garden Company obtienne un avantage injuste sur son rival Anschutz Entertainment Group (AEG), qui possède une part minoritaire des Lakers.
En décembre 2019, le California Air Resources Board (CARB) approuve la construction de l'Intuit Dome après avoir évalué son impact environnemental.

### Construction

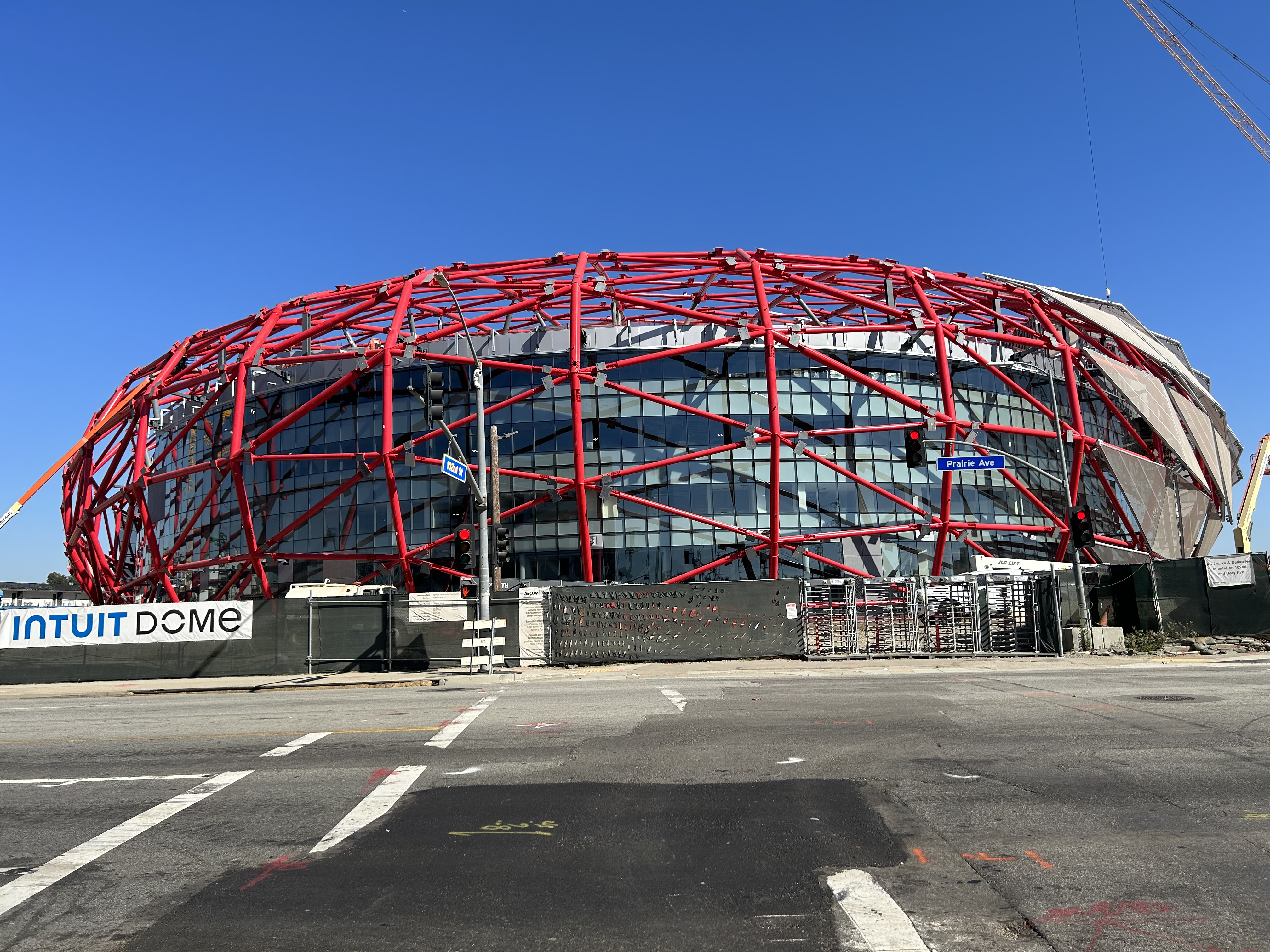
Construction du Intuit Dome en octobre 2023, vue depuis l'ouest.

En mars 2020, dans le but de résoudre le différend avec MSG, Steve Ballmer annonce l'acquisition du Forum pour 400 millions de dollars en paiement comptant. La vente est finalisée en mai, et tous les employés actuels sont conservés sous la nouvelle direction. L'achat du Forum est considéré comme le dernier obstacle majeur pour la construction de la nouvelle salle,.
Le 17 septembre 2021, une cérémonie d'inauguration des travaux a lieu. Ballmer décrit l'objectif de la nouvelle salle comme étant un "palais du basket-ball". Un accord de droits de dénomination de 23 ans est annoncé avec la société de logiciels financiers Intuit, qui baptise l'arène du nom de Intuit Dome. L'achèvement des travaux est prévu pour l'année 2024, et les coûts sont estimés à 1,2 milliard de dollars américains.
Le 5 avril 2024, le PDG de Halo Sports & Entertainment, une société d'événementiel créée dans le cadre de l'expansion et du renouvellement de la marque Clippers, annonce la tenue de la cérémonie d'inauguration officielle de l'Intuit Dome. Cette cérémonie inclura des concerts consécutifs de Bruno Mars programmés pour les 15 et 16 août 2024.

## Caractéristiques
Le 25 juillet 2019, les Clippers dévoilent les plans de la nouvelle salle. Cette enceinte de 18 000 places est conçue par le bureau d'études AECOM. Elle inclut un centre d'entraînement, une clinique de médecine sportive, des bureaux dédiés à la franchise, des espaces de vente au détail et une grande place extérieure avec des terrains de basket accessibles au public,.

## Évènements

### Catch
- WWE Raw du 6 janvier 2025 (premier épisode sur Netflix).
- WWE Money in the Bank, le 7 juin 2025.